# Tour Incity
La Tour Incity è un grattacielo situato a Lione, nel quartiere La Part-Dieu.
La Tour Incity si eleva a 200 metri di altezza. La torre è, nel 2016, il grattacielo più alto di Lione, di fronte alla Tour Part-Dieu e alla Tour Oxygène, e il terzo grattacielo più alto in Francia dietro la Tour First (La Défense) e il Tour Montparnasse (Parigi).